# Danilo Zolo

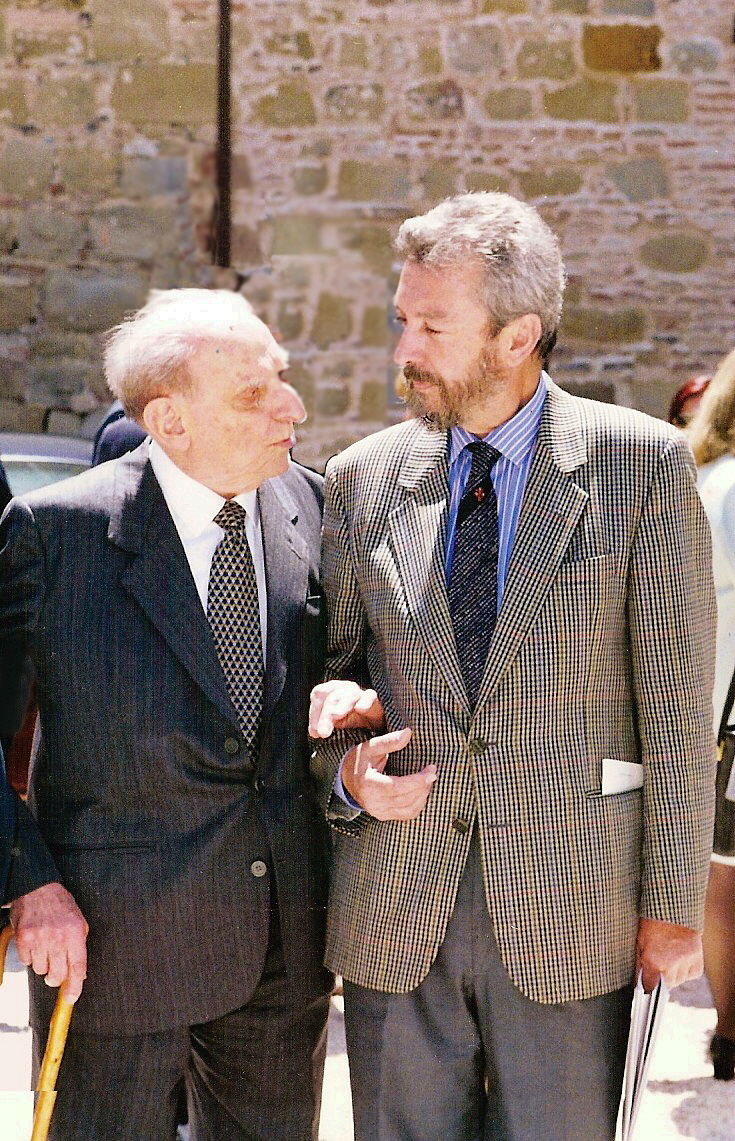
Danilo Zolo insieme a Norberto Bobbio a Camerino, nel 1997.

Danilo Zolo (Fiume, 20 gennaio 1936 – Firenze, 15 agosto 2018) è stato un giurista e filosofo del diritto italiano.

## Biografia
Nato a Fiume (ma indicava la città natale sempre col nome croato: Rijeka), da padre sardo e madre friulana, nel 1955 si trasferì con i genitori e i due fratelli a Firenze, dove il padre (ufficiale dell'Esercito) era stato chiamato a dirigere il Panificio militare del capoluogo toscano.
Iscrittosi alla Facoltà di Giurisprudenza di Firenze, seguì i corsi tenuti da Giorgio La Pira, rimanendo profondamente colpito dalla sua figura di uomo di fede attivamente impegnato in politica. Zolo si avvicinò così all'ambiente del cattolicesimo fiorentino degli anni Sessanta, stringendo rapporti forti (ma spesso burrascosi) con Don Lorenzo Milani e con padre Ernesto Balducci, insieme al quale fu tra i fondatori della rivista Testimonianze nel gennaio del 1958.
Dopo aver conseguito nel 1961 la laurea in Giurisprudenza, discutendo una tesi dedicata al personalismo di Antonio Rosmini sotto la guida di Pietro Piovani, Zolo prestò servizio militare presso la Scuola di Guerra Aerea di Firenze, durante il quale venne denunciato a causa della sua posizione favorevole all'obiezione di coscienza.
Zolo si distaccò progressivamente dall'ambiente cattolico intorno alla fine degli anni Sessanta, fino ad arrivare a posizioni vicine a quelle marxiste. In quello stesso periodo stringe una duratura amicizia con Luigi Ferrajoli.
Sul piano accademico, divenne assistente e poi professore nell'Università di Sassari, e successivamente presso l'Università di Siena. Chiamato a Firenze come professore ordinario di filosofia del diritto, vi rimase fino al pensionamento. 
Nell'ultimo ventennio del Novecento è stato associato di ricerca e visiting professor presso varie università del Regno Unito e degli Stati Uniti d'America (tra cui Boston, Cambridge, Harvard, Pittsburg, Princeton), nonché in atenei del Centro- e del Sudamerica, tra cui  Argentina, Brasile e Messico. 
Nel 1993 gli venne assegnata la Jemolo Fellowship presso il Centre for European Studies del Nuffield College di Oxford.
Nel 2000 fondò Jura Gentium, un centro di ricerca che si occupa di filosofia del diritto internazionale e di politiche globali, e che pubblica l'omonima rivista.
Oltre all'attività accademica, in cui affrontò temi estremamente vari -- dall'epistemologia al realismo politico, dalla critica della globalizzazione alla filosofia del diritto internazionale --, coniugò la sua riflessione con la sensibilità per la pace e i diritti umani nei contesti di conflitto internazionale, allacciando un rapporto strettissimo con Antonio Cassese.
Collaborò, per la parte giuridica, al libro La testa perduta di Damasceno Monteiro di Antonio Tabucchi.
Avvicinatosi a una concezione realistica dei rapporti politici e delle relazioni internazionali, si impegnò in una serrata critica del mondo sempre più dominato dall’economia di mercato, dal capitalismo e dalle guerre imperialistiche scatenate dalle potenze occidentali. Questa convinzione lo spinse a tentare di capire il mondo e di attraversarlo: dalla Tunisia alla Palestina, dall’Afghanistan alla Corea del Nord, dal Messico al Brasile, dalla Colombia all’Argentina, dal Belize al Perù, senza trascurare gli Stati Uniti. 
Tra i suoi autori di riferimento si segnalano Otto Neurath, Hedley Bull, Niklas Luhmann, Hans Kelsen, Carl Schmitt. Ma fra tutti, considerava il suo vero “padre” intellettuale Norberto Bobbio, del quale apprezzava lo stile di pensiero sobrio, austero e indipendente.
Autore di moltissimi interventi su riviste e quotidiani (tra cui si segnala una duratura collaborazione con il manifesto), Zolo ha pubblicato testi accademici che sono stati tradotti in inglese, spagnolo, francese, portoghese, tedesco, russo e cinese.
Si è spento a Firenze il 15 agosto 2018 dopo una lunga malattia.

## Opere
- Il personalismo rosminiano: studio sul pensiero politico di Rosmini, Brescia, Morcelliana, 1963
- La coscienza dice "no", Torino, Gribaudi, 1968
- La teoria comunista dell'estinzione dello stato, Bari, De Donato, Bari, 1974
- Stato socialista e libertà borghesi, Roma-Bari, Laterza, 1976
- (A cura di), I marxisti e lo stato. Dai classici ai contemporanei, Milano, il Saggiatore, 1977
- Scienza e politica in Otto Neurath. Una prospettiva post-empirista, Milano, Feltrinelli, 1986
- Complessità e democrazia. Per una ricostruzione della teoria democratica, Torino, Giappichelli, 1987
- La democrazia difficile, Roma, Editori Riuniti, 1989
- Il principato democratico. Per una teoria realistica della democrazia, Milano, Feltrinelli, 1992
- (a cura di), La cittadinanza. Appartenenza, identità, diritti, Roma-Bari, Laterza, 1994
- Cosmopolis. La prospettiva del governo mondiale, Milano, Feltrinelli, 1995
- I signori della pace. Una critica del globalismo giuridico, Roma, Carocci, 1998
- Chi dice umanità. Guerra, diritto e ordine globale, Torino, Einaudi, 2000
- (con Pietro Costa), Lo Stato di diritto. Storia, teoria, critica, Milano, Feltrinelli, 2002
- Globalizzazione: una mappa dei problemi, Roma-Bari, Laterza, 2004
- La giustizia dei vincitori, Roma-Bari, Laterza, 2006
- L'alternativa mediterranea con F. Cassano, Milano, Feltrinelli, 2007
- Da cittadini a sudditi, Milano, Ed. punto Rosso, 2007
- Filosofia della pena e istituzioni penitenziarie, in Pensieri dal carcere, Fagnano Alto, il Sirente, 2007
- L'alito della libertà - Su Bobbio. Con venticinque lettere inedite di Norberto Bobbio a Danilo Zolo, Milano, Feltrinelli, 2008
- Terrorismo umanitario. Dalla guerra del Golfo alla strage di Gaza, Reggio Emilia, Diabasis, 2009
- Victors' Justice: From Nuremberg to Baghdad, New York, Verso Books, 2009
- Tramonto globale. La fame, il patibolo, la guerra, Firenze University Press, 2010
- Sulla paura. Fragilità, aggressività, potere, Milano, Feltrinelli, 2011
- Il nuovo disordine mondiale, Reggio Emilia, Diabasis, 2011